# قصه لاوک
قصه لاوک نام نخستین اثر جاناتان سوییفت، نویسندهٔ اهل ایرلند است. این کتاب یکی از برجسته‌ترین کارهای طنزآمیز سویفت است. کتاب از سال ۱۶۹۴ تا ۱۶۹۷ نوشته شد و در ۱۷۰۴ منتشر گردید.
سویف در این داستان به سرگذشت سه برادر به نام‌های پیتر و مارتین و جک می‌پردازد. در عین حال داستان‌های فرعی زیادی هم در طول این داستان به میان می‌آید. داستان اصلی در واقع اشاره‌ای به سه شاخه بزرگ مسیحیت دارد و در طول کتاب نقیضههایی از متن‌های مشهور مذهبی و سیاسی زمان سویفت به میان می‌آید. نام این کتاب اشاره به منبر کلیسا دارد که در زمان سویفت به شوخی به آن tub به معنی بشکه یا لاوک می‌گفتند.